# 皆藤喜代志
皆藤 喜代志（かいとう きよし、1893年（明治26年）3月10日 - 1976年（昭和51年）5月6日）は、大日本帝国陸軍軍人。最終階級は陸軍少将。

## 経歴
茨城県出身。1914年（大正3年）5月、陸軍士官学校第26期卒業。
1939年（昭和14年）8月、陸軍歩兵大佐に進級と同時に関東軍司令部附となり、1941年（昭和16年）5月、歩兵第227連隊長に補された。連隊長として支那事変に出征し、大東亜戦争が勃発すると1944年（昭和19年）に第38軍隷下となりインドシナに駐屯した。1945年（昭和20年）3月1日、陸軍少将に進み、同月29日、独立混成第88旅団長となり、全県の警備に当たる中終戦を迎えた。
1948年（昭和23年）1月31日、公職追放仮指定を受けた。